# Bogdan I

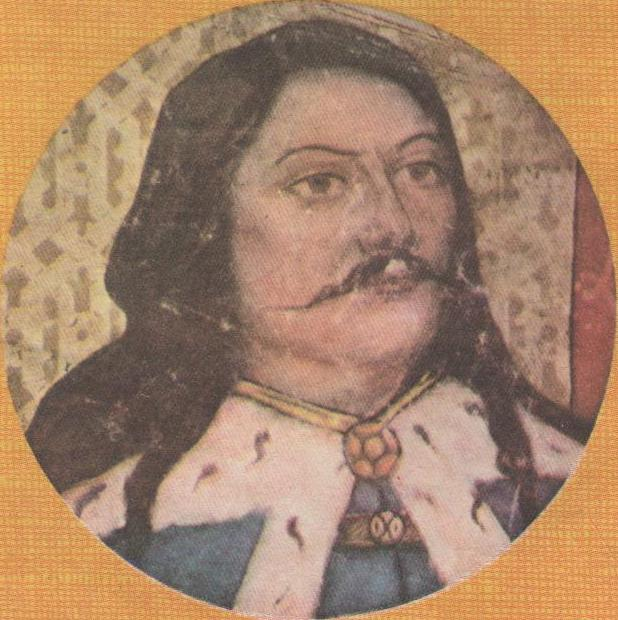
Portret Bogdana I (autor Pierre Bellet)

Bogdan I lub Bogdan Założyciel (rum. Bogdan Întemeietorul; zm. 1365–1368) – pierwszy władca Mołdawii, hospodar w latach 1359–1365, 1363–1367 lub 1364–1368.

## Biografia
Pochodzenie Bogdana nie jest znane. Wiadomo, że w latach 40. XIV w. był wojewodą Marmaroszu z nadania króla węgierskiego, został jednak pozbawiony tego stanowiska po buncie w 1343. Na przełomie lat 50. i 60. został zmuszony do ucieczki przez Karpaty na ziemie Bukowiny, gdzie pokonał miejscowych przedstawicieli króla węgierskiego (wojewodę Balca). Dyskusyjna jest data tych wydarzeń, zdaniem J. Demela nastąpiło to w 1359, zdaniem D. Musialika w 1359 Bogdan został pokonany podczas próby ustanowienia swojego władztwa w Radowcach przez ówcześnie mającego sprawować urząd wojewodę Dragosza, a odniósł sukces dopiero kilka lat później. Wiadomo z pewnością, że wydarzenia roku 1359 w księstwie spowodowały nieudaną interwencję króla polskiego Kazimierza Wielkiego w tym rejonie (być może wywołanej odebraniem Seretu książętom halickim).
Bogdan ustanowił niezależne władztwo mołdawskie z siedzibą początkowo w mieście Baia (wówczas zwanym "Moldavia"). Był fundatorem cerkwi św. Mikołaja w Radowcach (zwanej "cerkwią Bogdana"), gdzie został pochowany.
Następcą Bogdana I na tronie mołdawskim był jego syn Laţcu, starszy z jego synów Stefan zmarł przed śmiercią ojca.